# Vesterbrokvarteret
Vesterbrokvarteret er et område i Odense. Kvarteret tager navn efter gaden Vesterbro. 
Oprindeligt blev Vesterbrokvartet omfattet som bl.a. hele Søndergade, en del af Sønder Boulevard, Gerthasminde, Roersvej og Store Glasvej, foruden alle de indre gader som Dronningensgade, Odinsgade og Thorsgade. I slutningen af 70'erne blev der stiftet en beboerforening, som bl.a. drev et beboerblad og arbejdede for mindre trafik samt bedre vilkår for kvarterets lejere og børn. I omkring 1983 ophørte beboerbladet med at udkomme.
I starten af 2010'erne startede en ny beboerforening, da den planlagte Odense Letbane ville betyde store trafikomlægninger på Vesterbro. I de efterfølgende år kom der fornyet interesse for kvarteret, bl.a. med oprettelse af en ny hjemmeside.